# Sistema Permanente de Avaliação da Educação Básica do Ceará
O Sistema Permanente de Avaliação da Educação Básica do Ceará (Spaece) é uma avaliação externa em larga escala que avalia as competências e habilidades dos alunos do ensino fundamental e do ensino médio, em língua portuguesa e matemática. Foi implementado em 1992 pelo Governo do Estado do Ceará por meio da Secretaria da Educação (SEDUC). Atualmente tem o objetivo de promover um ensino de qualidade e equânime para todos os alunos da rede pública do estado.
Realizada de forma censitária e universal, essa avaliação abrange as escolas estaduais e municipais, utilizando testes (eventualmente com itens elaborados pelos professores da rede pública), tendo como orientação os Parâmetros Curriculares Nacionais (PCN) do Ministério da Educação (MEC) e os Referenciais Curriculares Básicos (RCB) da Secretaria de Educação do Estado do Ceará - SEDUC. São aplicados, também, questionários contextuais, investigando dados socioeconômicos e hábitos de estudo dos alunos, perfil e prática dos professores e diretores. Por considerar a importância da avaliação como instrumento eficaz de gestão, a SEDUC ampliou em 2007 a abrangência do SPAECE, incorporando a avaliação da alfabetização e expandindo a avaliação do ensino médio para as três séries de forma censitária. Desta forma, o SPAECE passou a ter três focos:
- Avaliação da Alfabetização - SPAECE-Alfa (2º ano);
- Avaliação do ensino fundamental (5º e 9º anos) e
- Avaliação do Ensino Médio (1a, 2a e 3a séries).

## Avaliações

### SPAECE-Alfa
A idealização do SPAECE-Alfa surgiu em decorrência da prioridade da gestão Cid Gomes (2007-2014) com a alfabetização das crianças logo nos primeiros anos de escolaridade, expressa através do Programa Alfabetização na Idade Certa (PAIC). O SPAECE-Alfa consiste numa avaliação anual, externa e censitária, para identificar e analisar o nível de proficiência em leitura dos alunos do 2º ano do Ensino Fundamental das escolas da Rede Pública (estaduais e municipais), possibilitando construir um indicador de qualidade sobre a habilidade em leitura de cada aluno, o qual permite estabelecer comparações com os resultados das avaliações realizadas pelos municípios e pelo Governo Federal (Provinha Brasil).
De natureza censitária, realizou-se com periodicidade bianual, intercaladas aos ciclos do Sistema Nacional de Avaliação da Educação Básica - SAEB até o início da parceria da SEDUC com o CAEd, quando a avaliação passou a ser anual.

### Ensino fundamental
Nas séries finais de cada etapa do Ensino Fundamental a avaliação tem a finalidade de diagnosticar o estágio de conhecimento, bem como analisar a evolução do desempenho dos alunos do 5º e 9º anos e os fatores associados a esse desempenho, produzindo informações que possibilitem a definição de ações prioritárias de intervenção na Rede Pública de ensino (estadual e municipal). Foi sempre realizada com periodicidade bianual, intercaladas aos ciclos do Sistema Nacional de Avaliação da Educação Básica - SAEB até o início da parceria da SEDUC com o CAEd, quando a avaliação passou a ser anual e censitária (exceto no ano de 2013 em que a avaliação foi amostral).

### Ensino médio
A Avaliação do Ensino Médio, realizada anualmente de forma censitária nas três séries deste nível de ensino, envolve todas as escolas da Rede Estadual de ensino e seus anexos, localizadas nos 184 municípios cearenses.
O conjunto de informações coletadas por esta avaliação permite montar um quadro sobre os resultados da aprendizagem dos alunos, seus pontos fracos e fortes, e sobre as características dos professores e gestores das escolas estaduais. Em se tratando de uma avaliação de característica longitudinal, possibilita ainda acompanhar o progresso de aprendizagem de cada aluno ao longo do tempo.